# Trichoribates incisellus
Trichoribates incisellus is een mijtensoort uit de familie van de Ceratozetidae. De wetenschappelijke naam van de soort is voor het eerst geldig gepubliceerd in 1897 door Kramer.